# Привольная улица (Москва)
Приво́льная улица — одна из основных улиц московского района Жулебино протяжённостью 4,4 км. Начинается от Лермонтовского проспекта и, плавно огибая основной жилой массив района, в конце упирается в улицу Маршала Полубоярова.
Привольная также пересекается с улицей Генерала Кузнецова, ею кончается Хвалынский бульвар, и от неё начинаются Саранская и улица Авиаконструктора Миля.
По всей длине на Привольной четырёхполосное двустороннее движение.

## Название
Названа 17 января 1995 года путем перенесения названия с упраздненной улицы города Люблина. Бывшие проектируемые проезды № 717 и № 720.

## Общее описание
Привольная улица начинается от перекрёстка с Лермонтовским проспектом.
В начале слева стоит жилой массив многоэтажек, а справа — коммерческий сектор преимущественно для автомобилистов (многоярусные гаражи, стоянки, автосервисы и подобное).
Примерно через 600 метров начинается крутой поворот.
Здесь есть проезд направо к трансформаторной электроподстанции и приюту для собак.
В конце поворота справа находится пруд-отстойник, за которым можно пройти к лесной части Кузьминского лесопарка.
Вдоль улицы сразу за отстойником находится насосная станция подкачки, а за ней небольшой коттеджный посёлок, внутри которого параллельно Привольной улице идёт коротенький Привольный проезд.
Одновременно слева будет жилой массив кирпичных зданий Болгарстроя.
За ними перед светофором находится детская поликлиника № 142.
На светофоре влево уходит Хвалынский бульвар, а дальше по небольшой дуге идёт участок улицы до перекрёстка с Саранской улицей.
Здесь слева находится автобусная станция Мосгортранса.
Отсюда начинают ходить автобусы 177 до метро Выхино; 89 до метро Кузьминки; 669 по району Жулебино.
В конце этого участка слева находится Храм Святого Праведника Иоанна Кронштадтского.
Сразу за уходящей налево Саранской улицей справа находится крытый плавательный бассейн, который является базой ДЮСШ № 62 Москомспорта.
Чуть меньше чем через полкилометра от Саранской улицы от перекрёстка влево будет начинаться улица Авиаконструктора Миля.
Здесь же можно пройти направо к жулебинской части Кузьминского лесопарка.
А чуть подальше в лесном массиве располагается территория лётно-испытательного комплекса ОКБ «Камов».
Потом идёт крутой поворот налево, за которым стоит подстанция № 36 скорой и неотложной медицинской помощи им. А. С. Пучкова, а также микробиологическая лаборатория диагностического центра № 3 ЮВАО.
За этой станцией начинается финальный прямой участок улицы, проходящий параллельно Новорязанскому шоссе (в 70 метрах справа).
На этом участке слева продолжает идти массив жилых высоток.
В центре этого участка Привольная пересекается с улицей Генерала Кузнецова, с помощью которой можно попасть на Новорязанское шоссе в сторону МКАД.
За перекрёстком справа находится отстойно-разворотная площадка автобусов и маршрутных такси.
В конце улицы справа стоят коммерческие здания, а слева четвёртая высотка Болгарстроя.
Привольная заканчивается, упираясь в улицу Маршала Полубоярова, через которую можно поехать по трассе М5 «Урал» не только в сторону Москвы, но и в область.

## Галерея

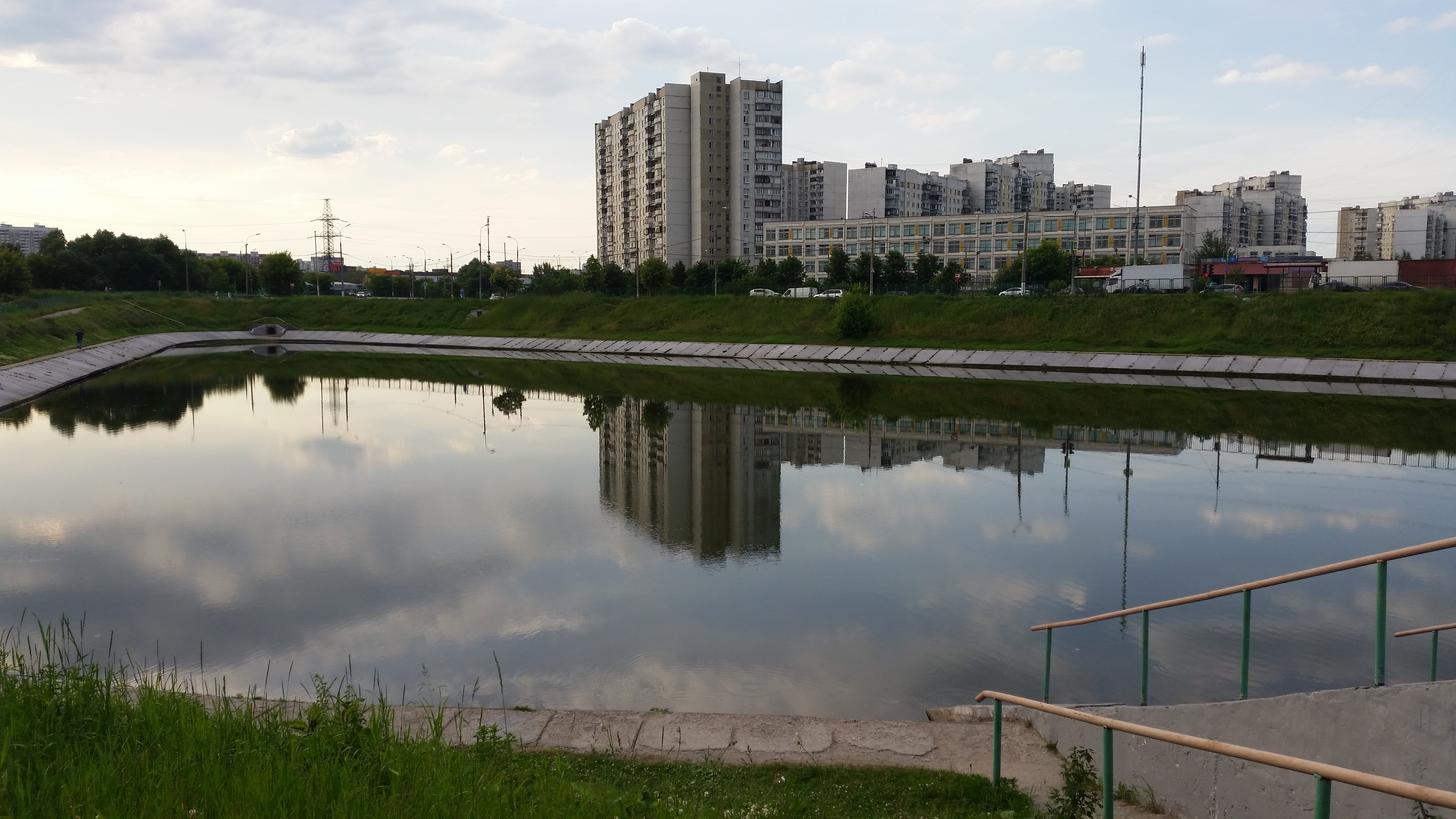
Привольный пруд, располагающийся рядом с природным заказником «Жулебинский» (до августа 2016 года — Жулебинский лесопарк). В пруд впадает жулебинский ливневой коллектор.
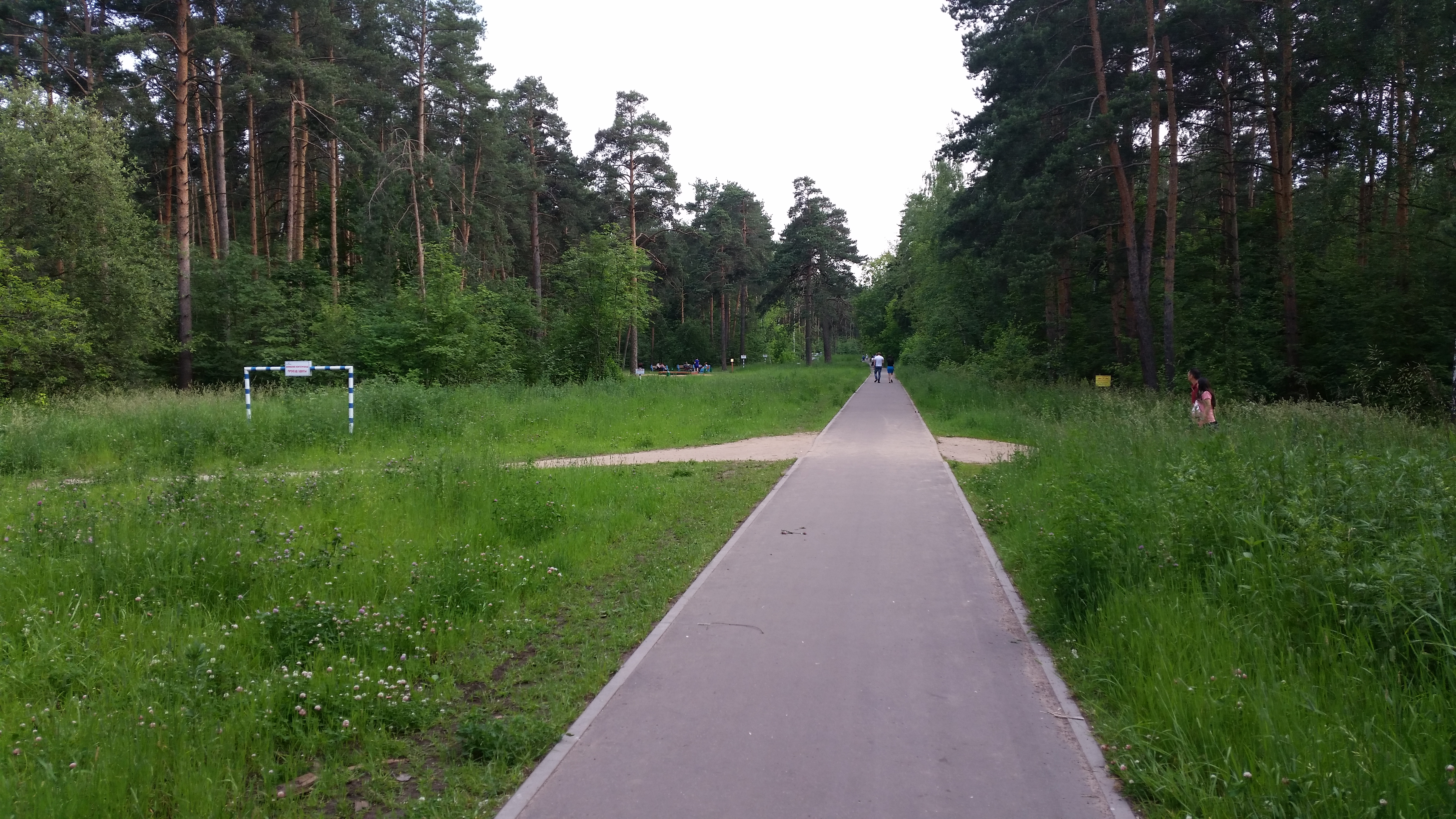
Жулебинский заказник. Вид от Привольного пруда в сторону МКАД. Слева от заасфальтированной тропинки проложен магистральный нефтепровод «Ярославль — Москва».
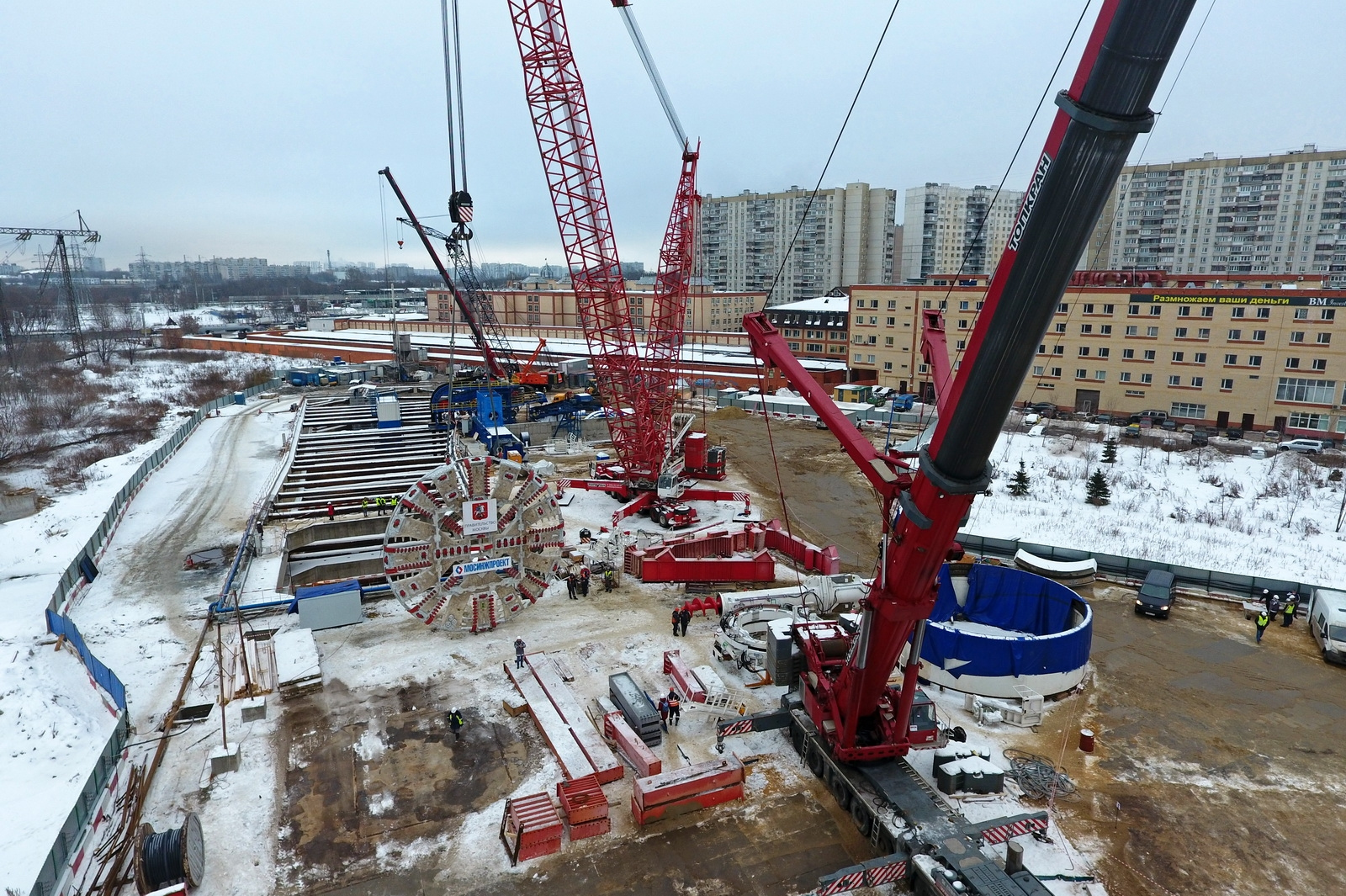
Монтажная камера для ТПМК на участке строительства Некрасовской линии метро в районе начала Привольной улицы (декабрь 2016 года).

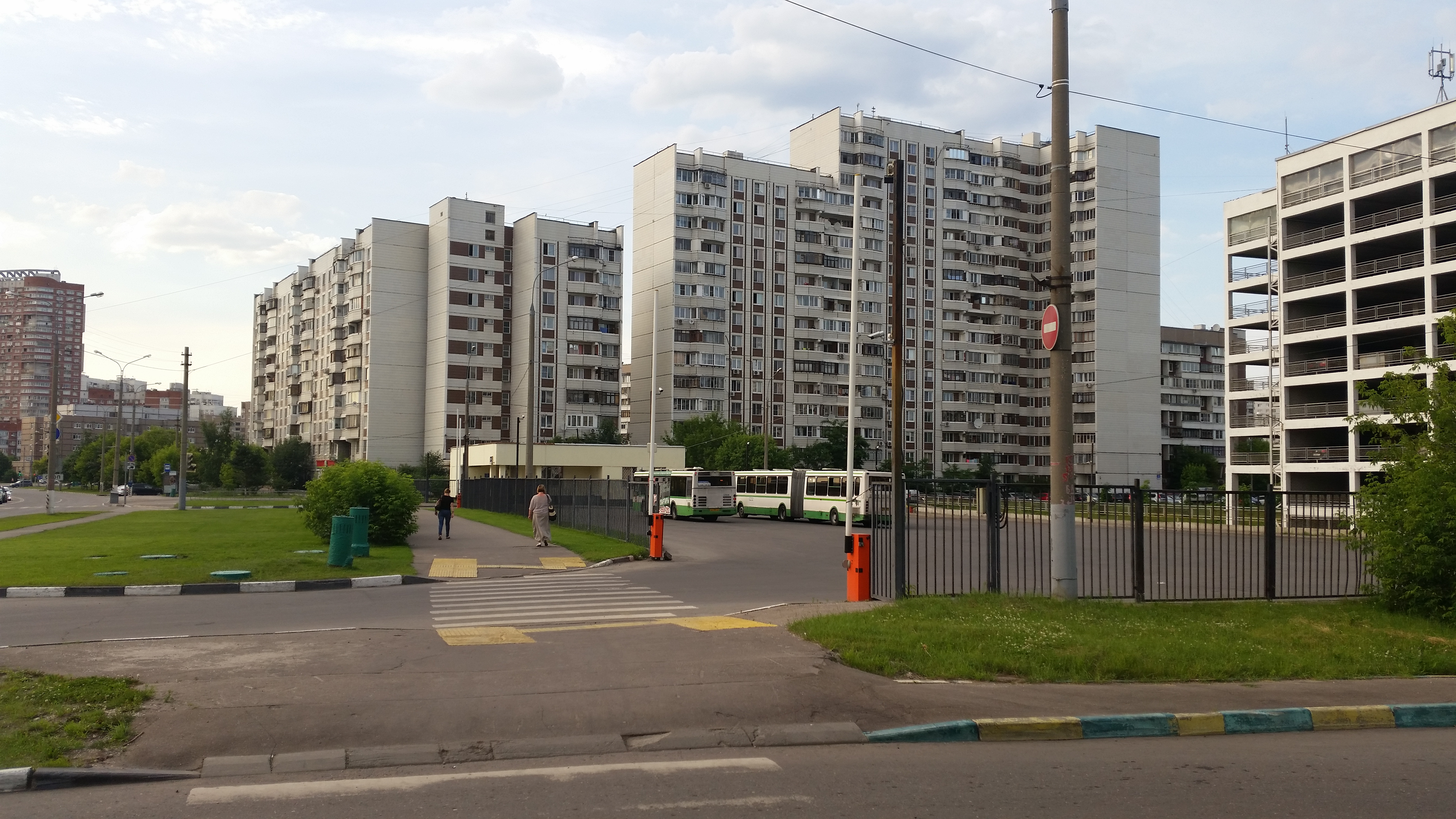
Конечная автобусная станция «Жулебино» ГУП «Мосгортранс».
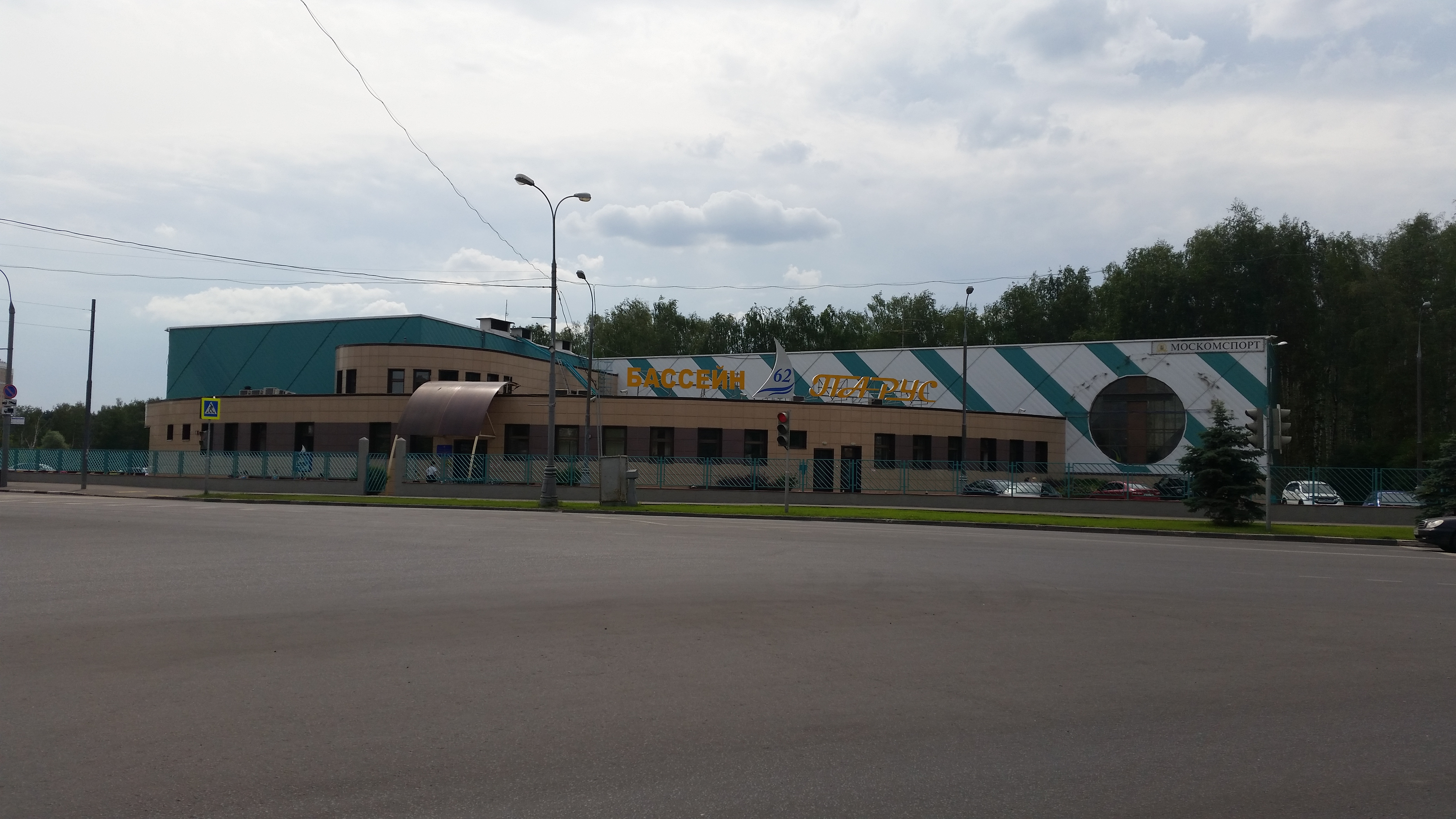
Спортивная школа № 62. Находится в ведении Департамента физической культуры и спорта города Москвы (Москомспорт).
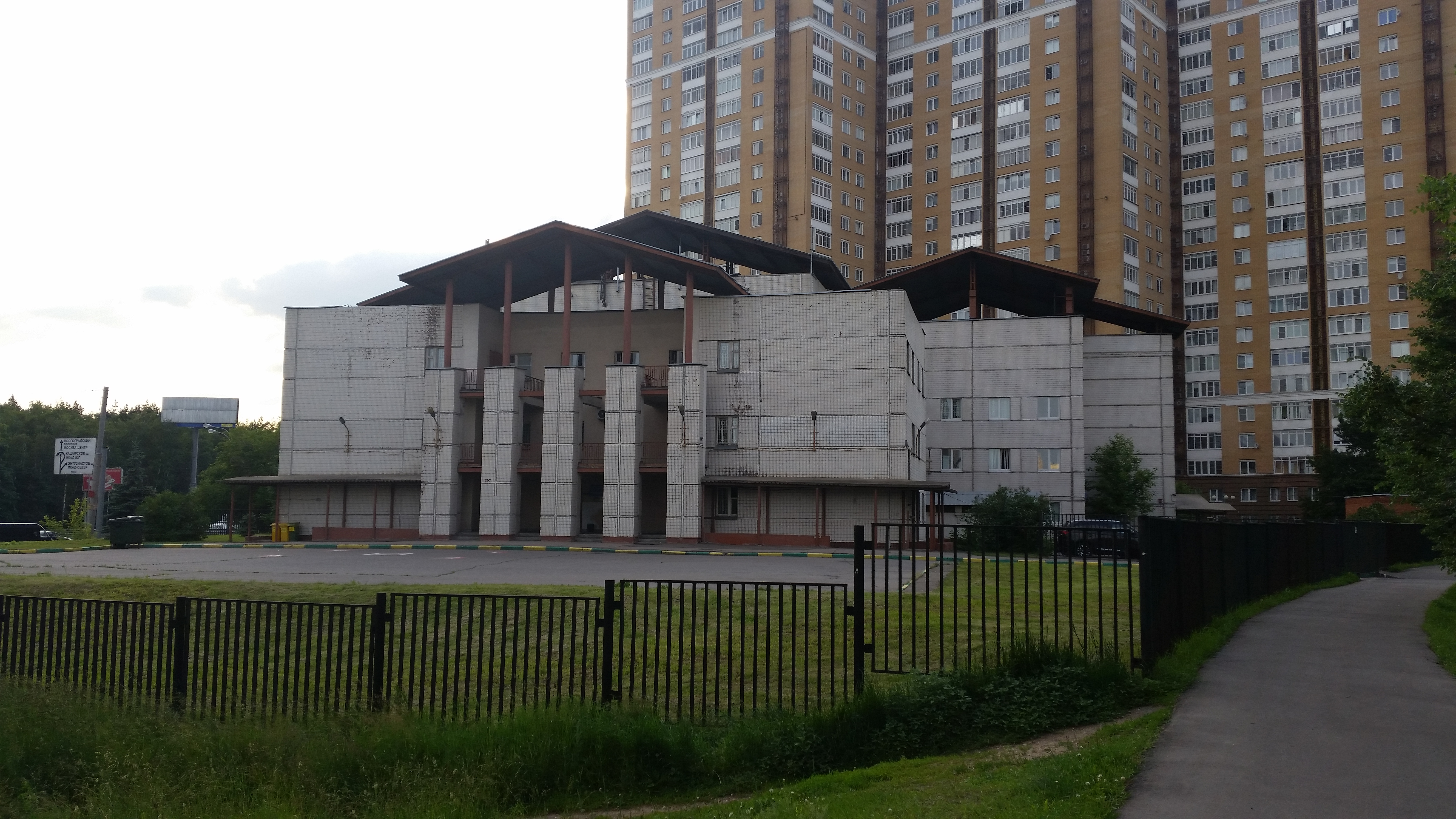
Здание подстанции № 36 скорой и неотложной медицинской помощи имени А. С. Пучкова и микробиологическая лаборатория диагностического центра № 3 ЮВАО.